# ميخائيل دوفي
ميخائيل دوفي (بالإنجليزية: Michael Duffy)‏ (28 يوليو 1994 بديري في أيرلندا الشمالية - ) هو لاعب كرة قدم أيرلندي شمالي في مركز الوسط. شارك مع منتخب أيرلندا الشمالية تحت 17 سنة لكرة القدم ومنتخب أيرلندا الشمالية تحت 19 سنة لكرة القدم ومنتخب جمهورية أيرلندا تحت 20 سنة لكرة القدم ومنتخب أيرلندا الشمالية تحت 21 سنة لكرة القدم. أما مع النوادي، فقد لعب مع ديري سيتي ونادي سلتيك ونادي ألوا أثليتيك.

## وصلات خارجية
- ميخائيل دوفي على موقع الاتحاد الأوربي (الإنجليزية)
- ميخائيل دوفي على موقع قاعدة بيانات كرة القدم.إي يو (الإنجليزية)
- ميخائيل دوفي على موقع Soccerbase.com (لاعب) (الإنجليزية)
- ميخائيل دوفي على موقع Soccerway.com (الإنجليزية)